# Dacă treci râul Selenii
Dacă treci râul Selenii este un film românesc din 1967 regizat de Paul Orza.